# 王行儉
王行儉（？—1644年），字質行，號豳亭，直隸常州府宜興縣（今江蘇省宜興市）人，明朝政治人物，崇禎丁丑進士。官至四川重慶府知府。張獻忠陷城，王行儉不屈而死。

## 生平
崇禎六年（1633年），王行儉舉癸酉科應天府鄉試，崇禎十年（1637年），登丁丑科進士，户部觀政，本年十二月授南京戶部山東司主事，十一年管淮安鈔关，十二年升山東司郎中。十三年出爲湖廣荊州府知府，改四川重慶府知府。善撫民馭兵。张献忠攻破重庆，王行儉被殘忍切割殺害。巡撫陳士奇、副使陳纁、知縣王錫同死。

## 家族
曾祖王讷；祖王闻道，庠生；父王之弘，庠生。

## 延伸阅读
[在维基数据编辑]
 《明史·卷263》，出自《明史》

| 官衔          | 官衔                            | 官衔          |
| ------------- | ------------------------------- | ------------- |
| 前任： 高斗樞 | 明朝荊州府知府 崇禎年間         | 繼任： 王觀光 |
| 前任： 江孔燧 | 明朝重慶府知府 崇禎年間－1644年 | 繼任： 章爾珮 |